# Association des banquiers canadiens
Pour les articles homonymes, voir ABC.
Fondée à Montréal en 1891 et constituée en 1900 par une loi du Parlement canadien, l'Association des banquiers canadiens (ABC) est un organisme sectoriel canadien qui représente des banques canadiennes ainsi que des filiales et des succursales de banques étrangères exerçant des activités au Canada, et leurs employés.

## Description
L'ABC préconise l’adoption de politiques publiques efficaces, favorisant le maintien d’un système bancaire solide et stable. Également, l’Association encourage la littératie financière pour permettre aux individus de prendre des décisions éclairées en matière de finance et collabore avec les banques et les services de police en vue d’aider à la protection des consommateurs contre le crime financier et de sensibiliser à la fraude.
L’ABC travaille sur les enjeux propres aux politiques publiques touchant le système bancaire canadien. Par ailleurs, l’ABC recueille et met à jour continuellement des renseignements et des statistiques au sujet des banques et du système bancaire du Canada, désigné par le Forum économique mondial parmi les systèmes bancaires les plus solides au monde au cours des dix dernières années.
L’ABC figure sur le registre des lobbyistes fédéral ainsi que sur les registres des lobbyistes provinciaux.
L'Association des banquiers canadiens est membre fondateur de la Fédération bancaire internationale (IBFed) et de l'Union bancaire francophone.
Le siège social de l'ABC se trouve à Toronto. L'Association a également deux bureaux régionaux, l'un à Montréal et l'autre à Ottawa.

## Direction

### Anthony Ostler
Anthony Ostler est président et chef de la direction de l’Association des banquiers canadiens. À ce titre, M. Ostler est le principal porte-parole du secteur bancaire au Canada, communiquant le point de vue des banques à tous les niveaux de gouvernement, aux organismes de réglementation, aux intervenants, aux médias et au public. Ainsi, il joue un rôle clé dans l’élaboration de politiques publiques avisées en matière de services financiers, contribuant au maintien d’un système bancaire solide au profit des Canadiens et de l’économie du pays. M. Ostler est membre du conseil d'administration de la Fédération bancaire internationale, tribune vouée aux enjeux qui touchent le secteur bancaire à l'échelle mondiale.

### Ernie Johannson
Ernie Johannson, chef des Services bancaires Particuliers et Entreprises Amérique du Nord à BMO (Banque de Montréal), est la présidente du conseil d'administration de l'Association des banquiers canadiens.

## Membres
L’ABC compte actuellement plus de 60 banques membres, soit des banques canadiennes (annexe I) ainsi que des filiales (annexe II) et des succursales (annexe III) de banques étrangères exerçant des activités au Canada. Une liste des banques membres se trouve sur le site de l'ABC.

## Renseignements pour les consommateurs
L’ABC fournit au public de l'information au sujet des politiques bancaires, de l’épargne et du placement, ainsi que de la prévention de la fraude.
Le site Web de l'ABC offre des renseignements de base sur les services bancaires : comment ouvrir un compte, comment choisir le compte adéquat, qu’est-ce que le crédit, etc. L’ABC y donne également un aperçu des divers produits bancaires, tels que les comptes d'épargne libres d'impôt (CELI), les régimes enregistrés d'épargne-retraite (REER) et les prêts hypothécaires.
En outre, l’ABC affiche de l’information au sujet des droits et des responsabilités du public à l’égard des transactions bancaires, en plus de l’information au sujet des codes de conduite, des pratiques de vente, ainsi que les politiques en matière de confidentialité.

## Prévention de la fraude
L’ABC publie des Conseils en matière de prévention de la fraude. Ces conseils sensibilisent le public aux procédés malhonnêtes actuels et émergents, tels que l’hameçonnage, le vol d'identité et la fraude par carte de débit et de crédit.
Par ailleurs, l'ABC est active au chapitre de la lutte contre la cybercriminalité, dans l'objectif de protéger le public, de maintenir la fiabilité du secteur bancaire canadien et de veiller à la résilience du système financier du pays.

## Littératie financière
En collaboration avec l'Agence de la consommation en matière financière du Canada, l'ABC a développé deux programmes de littératie financière, l'un destiné aux jeunes et l'autre aux aînés. Ces programmes bilingues, gratuits et non commerciaux sont animés par des banquiers bénévoles partout au Canada et à longueur d'année.

### Votre Argent-Étudiants
Le programme de littératie financière Votre Argent-Étudiants, destiné aux jeunes, a été lancé en 1999. Le programme aborde les thèmes suivants : établissement d’un budget, épargne, placement, crédit et prévention de la fraude. Également, le site Web du programme offre aux parents des ressources afin de pouvoir améliorer la littératie financière de leurs enfants à la maison.

### Votre Argent-Aînés
Développé en 2014, Votre Argent-Aînés est la ressource en littératie financière de l’ABC destinée aux personnes retraitées ou qui le seront bientôt. Ce programme comporte trois modules : gestion de l'argent, fraude financière et exploitation financière.

## Médaille d’honneur pour action policière méritoire
Le secteur bancaire canadien collabore étroitement avec les agences de maintien de l’ordre partout au pays afin de prévenir et d’investiguer les crimes commis contre les institutions financières. Chaque année, l’ABC souligne l’excellence manifestée par des agents de police canadiens, dont le dévouement va au-delà de leur devoir.
Depuis 1972, l’ABC a mis à l’honneur plus de 260 policiers. Les lauréats avaient fait preuve d’une remarquable bravoure, d’une capacité d’enquête exceptionnelle ou d’une autre réalisation digne de mention dans la lutte contre le crime visant le secteur bancaire canadien.